# Helmut Barwig
Helmut Barwig (* 18. März 1930 in Neustädterwald, Landkreis Großes Werder, Freie Stadt Danzig; † 17. März 2023) war ein deutscher Politiker (SPD).
Nach dem Besuch der Volksschule in Neustädterwald und der staatlichen Aufbauschule in Neuteich (Westpreußen) begann Barwig im Jahr 1948 seine Wasserbauwerkerlehre und bestand die Gesellenprüfung. Im Jahr 1954 legte er zudem die Wasserbauwerkmeisterprüfung mit Erfolg ab. Er arbeitete als Technischer Angestellter beim Wasserwirtschaftsamt in Stade.
Seit 1950 war Barwig Mitglied der Gewerkschaft Öffentliche Dienste, Transport und Verkehr (heute Ver.di). Der SPD trat Barwig im Jahr 1960 bei. Er war von 1964 bis 1998 Mitglied des Kreisvorstandes Stade, von 1970 bis 1979 als Kreisvorsitzender. Ab 1961 war Barwig Ratsherr der Gemeinde Drochtersen. Bürgermeister der Gemeinde Assel war er zwischen 1968 und 1972. Nach der Gemeindeneugliederung wurde er ab 1976 Bürgermeister der Gemeinde Drochtersen. Von 1964 bis 1996 war er Kreistagsabgeordneter und zwischen 1972 und 1976 Landrat des Landkreises Stade.
Zwischen dem 21. Juni 1974 und dem 20. Juni 1986 war Barwig Mitglied des Niedersächsischen Landtages der 8. bis 10. Wahlperiode. Er gehörte dem Ausschuss für Ernährung, Landwirtschaft und Forsten sowie dem Ausschuss für Häfen und Schifffahrt an.

## Quelle
- Barbara Simon: Abgeordnete in Niedersachsen 1946–1994. Biographisches Handbuch. Hrsg. vom Präsidenten des Niedersächsischen Landtages. Niedersächsischer Landtag, Hannover 1996, S. 28.